# Targa Florio 1910

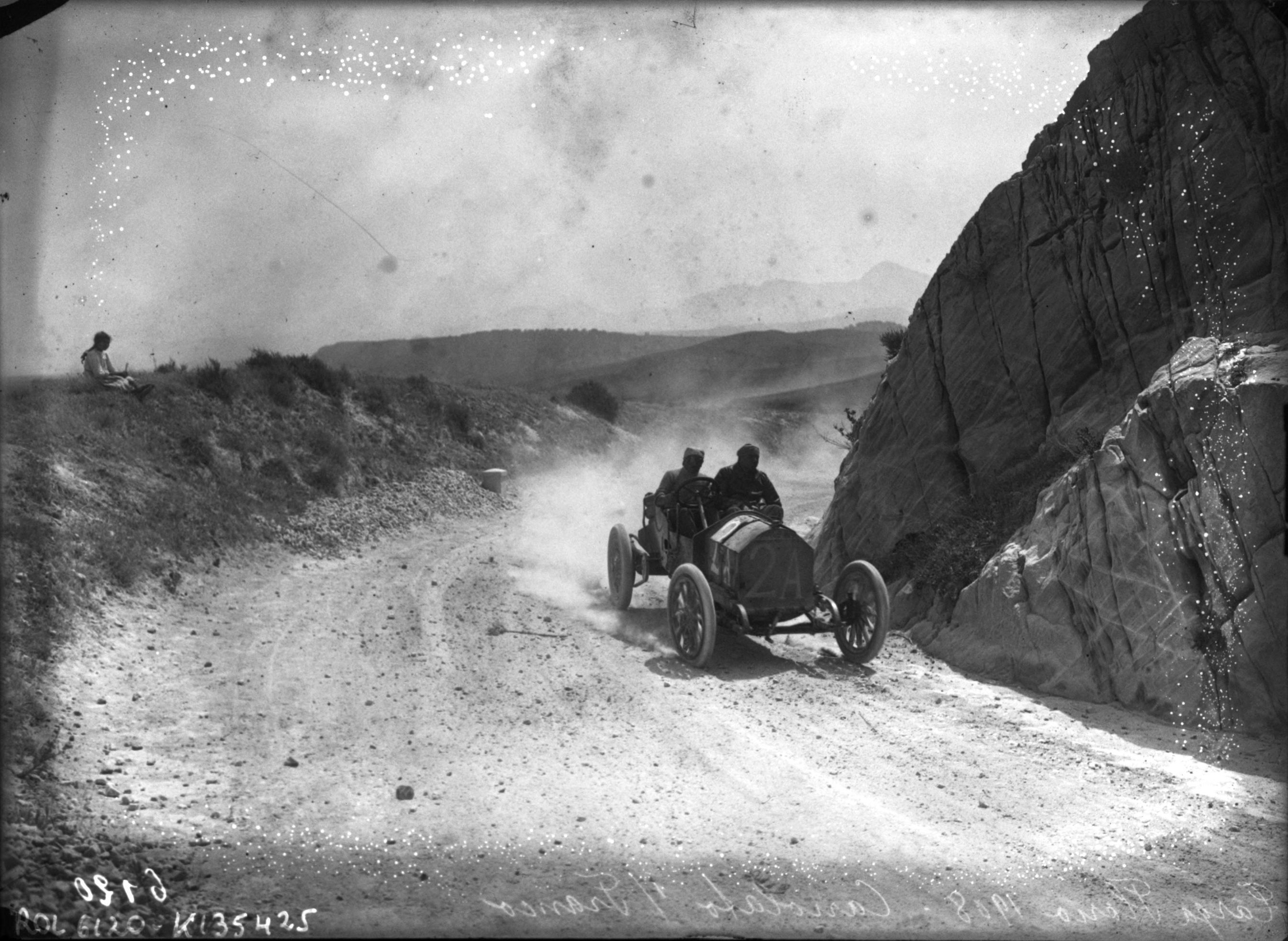
Die Gesamtwertung der Targa Florio 1910 gewann Franco Tullio Cariolato im Franco 35/50 HP/4.0, hier bei der Targa Florio 1908

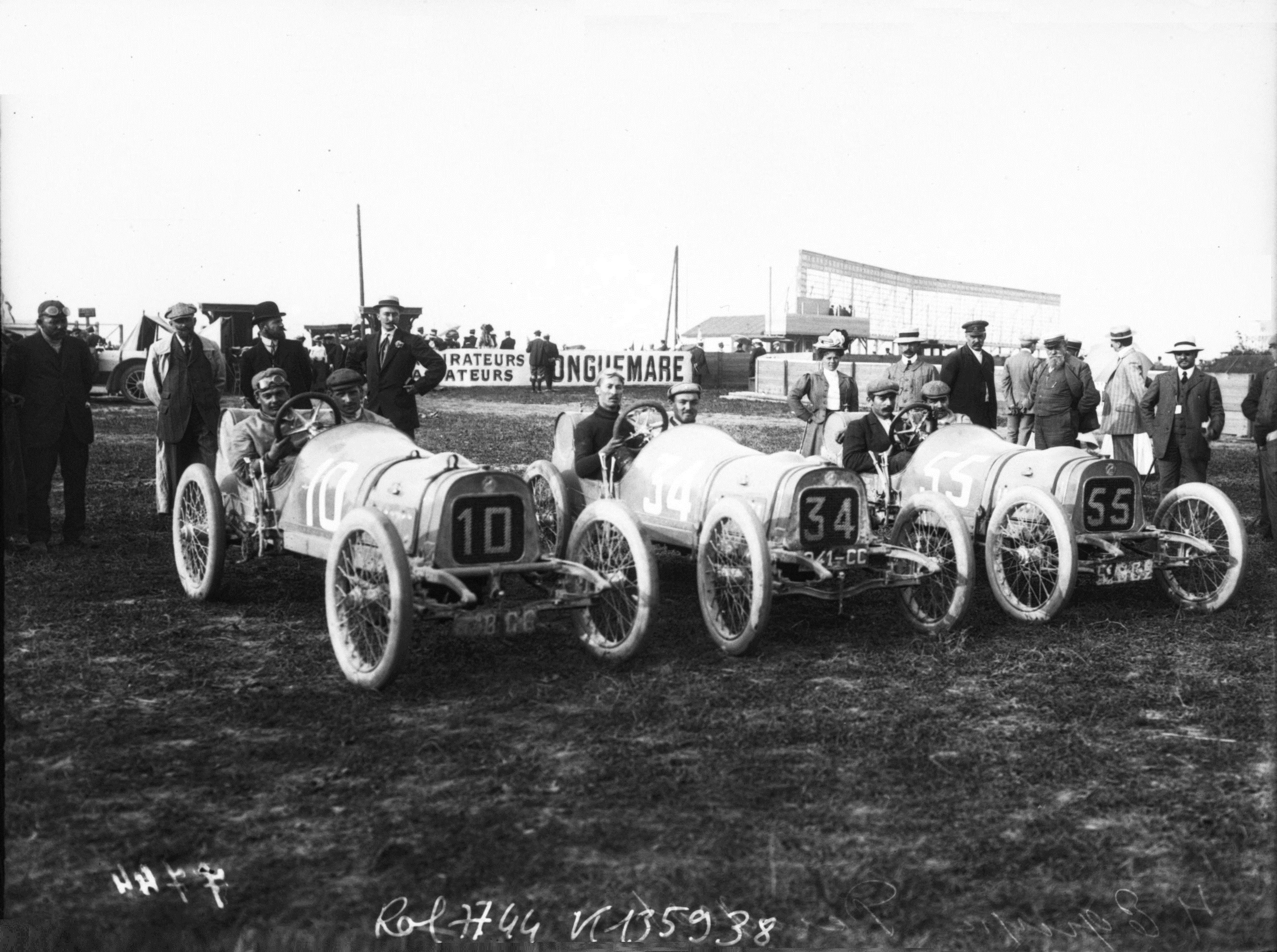
Die drei 2-Liter-Peugeot, hier beim Voiturette-Rennen im Vorfeld des Großen Preises von Frankreich 1908

Die fünfte Targa Florio, auch V Targa Florio, war ein Straßenrennen auf Sizilien und fand am 15. Mai 1910 statt. 

## Die Vorgeschichte
Das öffentliche Interesse an der Targa Florio sank 1910 gegen Null. Am Renntag fanden sich kaum Zuschauer im Startareal im Ort Cerda ein. Quellen in historischen Medien sprechen von knapp 100 Personen. Die Gründe für den Einbruch im nationalen und internationalen Motorsport waren vielfältig. Die junge Automobilbranche erlebte ihre erste Konsolidierungsphase. Viele kleine Autobauer der Pionierzeit mussten schließen, weil der Verkauf der Wagen stagnierte oder einbrach. Fehlende Verkaufsstrategien und veraltete Technik machten aus vielen Unternehmen Übernahmekandidaten. Diese Umbrüche hatten einen direkten Einfluss auf den Motorsport. Mit den Betriebsschließungen verschwanden auch die Rennteams dieser Produktionsstätten und da die etablierten Hersteller ebenso Absatzschwierigkeiten hatten, kam der Rennsport in Europa fast vollständig zum Erliegen. Die Menschen auf der Mittelmeerinsel Sizilien kämpften 1910 noch immer mit den Auswirkungen des Erdbebens in der Straße von Messina 1908. Als Folge der schleppenden Aufräumungsarbeiten brach 1910 in einigen Teilen der Insel die Cholera aus.

## Das Rennen

### Teams, Hersteller und Fahrer
Der Einbruch bei den Rennmeldungen war 1910 dramatisch. Fünf Fahrzeuge waren ein historischer Tiefstand. Zwei Werkswagen waren am Start. Franco Tullio Cariolato steuerte einen Werks-Franco 35/50 HP/4.0 und sein Landsmann Luca De Prosperis einen französischen Sigma.
Seit 1908 gab es im Vorfeld der Targa Florio ein Voiturette-Rahmenrennen für Rennwagen mit einem Motorhubraum unter 2 Liter. 1910 inkludierte Vincenzo Florio dieses Rennen in die Targa Florio und erreichte dadurch drei weitere Meldungen. Die Rennabteilung von Lion-Peugeot verschiffte das erfolgreiche Voiturette-Team mit drei Fahrzeugen, Material und den Fahrern Georges Boillot, Giosuè Giuppone und Jules Goux in Marseille.

### Der Rennverlauf
Der Rennverlauf war spannungslos, sieht man vom Auftritt der Voiturette-Peugeot ab. Sie fuhren ein Rennen im Rennen und waren wesentlich schneller als die leistungsstärkeren, aber auch schwereren herkömmlichen Rennwagen. Georges Boillot benötigte in seinem 2-Liter-Peugeot für die 297,646 Kilometer lange Renndistanz 5 Stunden, 20 Minuten und 43 Sekunden und war im Ziel um 1 Stunde schneller als der Targa-Gesamtsieger Franco Cariolato im Franco 35/50 HP/4.0. Auch Giosuè Giuppone und Jules Goux fuhren schnellere Gesamtzeiten als Cariolato. Da die Voiturette-Wagen separat gewertet wurden, gewann nicht der schnellste Wagen die Targa Florio 1910, eine Besonderheit in der langen Geschichte dieser Veranstaltung.

## Ergebnisse

### Schlussklassement
| 1           |  | 6 | Automobili Franco | Franco Tullio Cariolato | Franco 35/50 HP/4.0 | 6:20:47,400 |
| 2           |  | 1 | Automobiles Sigma | Luca De Prosperis       | Sigma 8/11 HP/1.6   | 8:02:39,200 |
| Ausgefallen |  |   |                   |                         |                     |             |
| 3           |  | 2 |                   | Craviolo                | Fiat                |             |
| 4           |  | 4 | Giuseppe De Seta  | Giuseppe De Seta        | Spa 28/40 HP/7.8    |             |
| 5           |  | 5 | Norman Olsen      | Norman Olsen            | Lancia              |             |

### Schlussklassement Coppa-Voiturette
| Pos. | Klasse | Nr. | Team         | Fahrer          | Fahrzeug     | Fahrzeit    |
| ---- | ------ | --- | ------------ | --------------- | ------------ | ----------- |
| 1    |        | 7   | Lion-Peugeot | Georges Boillot | Peugeot 2.0L | 5:20:53,200 |
| 2    |        | 3   | Lion-Peugeot | Giosuè Giuppone | Peugeot 2.0L | 5:24:35,200 |
| 2    |        | 8   | Lion-Peugeot | Jules Goux      | Peugeot 2.0L | 5:31:25,600 |

### Nur in der Meldeliste
Zu diesem Rennen sind keine weiteren Meldungen bekannt.

### Klassensieger
Zu diesem Rennen sind keine Klassensieger bekannt.

### Renndaten
- Gemeldet: 8
- Gestartet: 8
- Gewertet: 5
- Rennklassen: unbekannt
- Zuschauer: unbekannt
- Wetter am Renntag: trocken
- Streckenlänge: 148,823 km
- Fahrzeit des Siegerteams: 6:20:47,400 Stunden
- Fahrzeit des Voiturette-Siegerteams: 5:24:35,200 Stunden
- Gesamtrunden des Siegerteams: 2
- Gesamtdistanz des Siegerteams: 297,646 km
- Siegerschnitt: 46,800 km/h
- Siegerschnitt Voiturette: 55,683 km/h
- Schnellste Trainingszeit: keine
- Schnellste Rennrunde: Franco Tullio Cariolato – Franco 35/50 HP/4.0 (#6) – 2:59:59,000 = 49,612 km/h
- Schnellste Rennrunde Voiturette: Georges Boillot – Peugeot 2.0L (#7) – 2:39:08,400 = 56,110 km/h
- Rennserie: zählte zu keiner Rennserie